# Ready Kirken
Ready Kirken is een Tsjechische band opgericht in 1996. De band is opgericht in Pardubice en speelt voornamelijk poprock.

## Bandleden

### Huidige bandleden
- Michal Mráz - Zang en gitaar
- Zdeněk Ceral - Gitaar
- Jiří Dračínský - Basgitaar
- Mika Ronos - Drums

### Oorspronkelijke bandleden
- Michal Hrůza - Zang en gitaar
- Zdeněk Ceral - Gitaar
- Roman Pleskot - Basgitaar
- Petr Lichtenberg - Drums

### Voormalige bandleden
- Bronislav Bičan - Drums (1997–1999)
- Pavel Bohatý - Toetsen (1998–2000)
- Ondřej Herold - Basgitaar en zang
- Michal Hrůza - Zang en gitaar (1996–2006)
- Adam Jánošík - Drums
- Víťa Jiráček - Basgitaar (1998–2000)
- Petr Lichtenberg - Drums (1996–niet bekend)
- Roman Pleskot - Basgitaar (1996–niet bekend)
- Dominik Tůma - Drums (1998–000)
- Roman Sklenář - Drums

## Discografie
- 2001 – Vlny
- 2002 – Čekal jsem víc
- 2004 – Krasohled
- 2006 – Asi se něco děje
- 2007 – Světy
- 2010 – 2010
- 2012 - BOX
- 2015 - Kde byl vykopán zakopanej pes
- 2018 - Různorudé album

## Trivia
- In de herfst van 2011 gaf de band een koncert in Brussel in kader van Czech Street Párty samen met Tonya Graves en Chinaski.